# Аріха (муніципалітет)
Аріха (ісп. Arija) — муніципалітет в Іспанії, у складі автономної спільноти Кастилія-і-Леон, у провінції Бургос. Населення — 181 особа (2010).
Муніципалітет розташований на відстані близько 290 км на північ від Мадрида, 75 км на північ від Бургоса.

## Демографія
Динаміка населення (INE ):